# Pseudocentrum macrostachyum
Pseudocentrum macrostachyum är en orkidéart som beskrevs av John Lindley. Pseudocentrum macrostachyum ingår i släktet Pseudocentrum och familjen orkidéer. Inga underarter finns listade i Catalogue of Life.